# I liga urugwajska w piłce nożnej (2002)
- Mistrz Urugwaju 2002: Club Nacional de Football
- Wicemistrz Urugwaju 2002: Danubio FC
- Copa Libertadores 2003: CA Peñarol (zwycięzca turnieju Clasificatorio), Club Nacional de Football (Mistrz Urugwaju), Fénix Montevideo (zwycięzca turnieju Liguilla Pre-Libertadores)
- Copa Sudamericana 2003: Club Nacional de Football (Mistrz Urugwaju), Danubio FC (Wicemistrz Urugwaju)
- Spadek do drugiej ligi: Racing Montevideo, Progreso Montevideo i Paysandú Bella Vista.
- Awans z drugiej ligi: Liverpool Montevideo, Miramar Miramar Misiones i Colonia Juan Lacaze.

Mistrzostwa Urugwaju w roku 2002 podzielone zostały na dwa etapy. W pierwszym etapie rozegrano turniej Clasificatorio. Na podstawie jego wyników kluby pierwszej ligi urugwajskiej podzielono na dwie części – pierwsza część 10-zespołowa wzięła udział w turniejach Apertura i Clausura o mistrzostwo Urugwaju, natomiast druga część złożona z 8 klubów rozegrała turniej Permanencia, który zdecydował o tym, które kluby spadną do drugiej ligi. Dla wyłonienia trzeciego klubu mającego prawo reprezentowania Urugwaju w Copa Libertadores 2003 rozegrano także turniej Liguilla Pre-Libertadores.

## Torneo Clasificatorio 2002

### Clasificatorio 1
| Data          | Mecz |
| ------------- | --- |
| 2 lutego 2002 | Deportivo Maldonado – Plaza Colonia 1:2 Celestino Tejera 47 – Mario Barilko 11, Mariano Bogliaccino 83                  |
| 2 lutego 2002 | CA Peñarol – Fénix Montevideo 2:2 Daniel Ángel Jiménez 66, Jorge Casanova 68 – Javier Cámpora 78, Martín Ligüera 84     |
| 3 lutego 2002 | Central Español Montevideo – Club Nacional de Football 0:5 Julio Mozzo 3s, Andrés Scotti 23, 53, Richard Morales 54, 70 |
| 3 lutego 2002 | Paysandú Bella Vista – Defensor Sporting 0:2 Eliomar Marcón 39, Gonzalo Vargas 87                                       |
| 3 lutego 2002 | Montevideo Wanderers – Villa Española Montevideo 1:0 Jorge Martínez 76                                                  |
| 3 lutego 2002 | CA Cerro – Danubio FC 0:2 Rubén Olivera 40, Rubén da Silva 49                                                           |
| 3 lutego 2002 | Racing Montevideo – CA Bella Vista 3:2 Rodrigo López 2k, 51, Juan Ortiz 71 – Álvaro González 42, 55                     |
| 3 lutego 2002 | River Plate Montevideo – Progreso Montevideo 2:0 Alejandro Melo 52, Fernando Cardozo 89                                 |
| 3 lutego 2002 | Tacuarembó – Juventud Las Piedras 2:1 Sebastián García 54, Charles Castro 85 – Pedro Renato 53                          |

### Clasificatorio 2
| Data           | Mecz |
| -------------- | --- |
| 8 lutego 2002  | Deportivo Maldonado – Defensor Sporting 0:1 Eliomar Marcón 17 |
| 9 lutego 2002  | Paysandú Bella Vista – Central Español Montevideo 0:3 Marcelo Durán 56, José Carini 75, Omar Mario Pérez 89k                                                       |
| 9 lutego 2002  | Plaza Colonia – Club Nacional de Football 0:3 Richard Morales 15, 67, Horacio Peralta 28                                                                           |
| 10 lutego 2002 | Montevideo Wanderers – CA Peñarol 1:3 Sebastián Eguren 67 – Daniel Ángel Jiménez 6, Darío Rodríguez 86, Sebastián Álvarez 90                                       |
| 10 lutego 2002 | Villa Española Montevideo – Fénix Montevideo 1:1 Ángel Gutiérrez 30 – Marcelo Méndez 26                                                                            |
| 10 lutego 2002 | CA Cerro – Racing Montevideo 1:2 Estefan Réis 5 – Rodrigo López 73, 88                                                                                             |
| 10 lutego 2002 | Danubio FC – CA Bella Vista 2:3 Ignacio Risso 20, Rubén da Silva 32 – Maximiliano Castro 50, Henry López Báez 77, Álvaro González 87                               |
| 10 lutego 2002 | Juventud Las Piedras – River Plate Montevideo 1:5 Paulo Medina 71 – Fernando Cardozo 19, Alejandro Mello 36k, Diego Varela 70, Oscar Ledesma 77k, Bryan Fuentes 86 |
| 10 lutego 2002 | Tacuarembó – Progreso Montevideo 0:0 |

### Clasificatorio 3
| Data           | Mecz |
| -------------- | --- |
| 15 lutego 2002 | Paysandú Bella Vista – Montevideo Wanderers 3:0 Juan Carlos Reyes 18, Leonardo Rodríguez 71k, 88                                          |
| 16 lutego 2002 | CA Peñarol – Danubio FC 2:1 Pablo Bengoechea 34, Daniel Ángel Jiménez 59 – Jorge Anchén 73                                                |
| 17 lutego 2002 | Deportivo Maldonado – Club Nacional de Football 1:3 Richard Pérez 64 – Gustavo Varela 35, Julio Rodríguez 50, Richard Morales 63          |
| 17 lutego 2002 | Plaza Colonia – Central Español Montevideo 1:2 Mariano Bogliacino 16 – Antonio Esmerode 84, 90                                            |
| 17 lutego 2002 | Defensor Sporting Sp. – Villa Española Montevideo 1:1 Gonzalo Vargas 60 – Alain N’Kong 62                                                 |
| 17 lutego 2002 | CA Cerro – River Plate Montevideo 3:3 Adrián Romero 10, Álvaro Pintos 41, Álvaro Becerra 52 – Guillermo Almada 72, Alejandro Mello 73, 88 |
| 17 lutego 2002 | Fénix Montevideo – Racing Montevideo 2:1 Martín Ligüera 15k, Martín Cámpora 74 – Rodrigo López 89                                         |
| 17 lutego 2002 | Tacuarembó – CA Bella Vista 1:1 Gustavo Iturburu 74 – Álvaro González 70                                                                  |
| 17 lutego 2002 | Juventud Las Piedras – Progreso Montevideo 1:1 Pedro Renato 70 – Ulises Cabrera 63                                                        |

### Clasificatorio 4
| Data           | Mecz |
| -------------- | --- |
| 22 lutego 2002 | CA Peñarol – Villa Española Montevideo 3:0 Daniel Ángel Jiménez 18, 43, Fabián Canobbio 26                                   |
| 23 lutego 2002 | Paysandú Bella Vista – Danubio FC 0:1 Diego Perrone 70                                                                       |
| 23 lutego 2002 | Racing Montevideo – Defensor Sporting 1:2 Rodrigo López 13 – Gonzalo Vargas 68, Marcelo Tejera 71k                           |
| 24 lutego 2002 | Deportivo Maldonado – Progreso Montevideo 4:1 Richard Pérez 26, 45, Ismael Espiga 83, 88 – Ulises Cabrera 15                 |
| 24 lutego 2002 | CA Bella Vista – Central Español Montevideo 1:1 Álvaro González 70k – Omar Mario Pérez 62k                                   |
| 24 lutego 2002 | Juventud Las Piedras – Club Nacional de Football 2:1 Marcelo Paredes 5, Paulo Medina 25 – Richard Pellejero 26               |
| 24 lutego 2002 | Plaza Colonia – Tacuarembó 0:0                                                                                               |
| 24 lutego 2002 | River Plate Montevideo – Montevideo Wanderers1:3 Alejandro Mello 87 – José Herrera 36, Sebastián Eguren 63, Sergio Blanco 71 |
| 24 lutego 2002 | Fénix Montevideo – CA Cerro 3:2 Javier Cámpora 13, 22, Fabián Estoyanoff 43 – Jorge Artigas 50k, Fernando Becerra 81         |

### Clasificatorio 5
| Data           | Mecz |
| -------------- | --- |
| 26 lutego 2002 | Racing Montevideo – CA Peñarol 1:1 Diego Montenegro 19 – Joe Bizera 16                                                                   |
| 27 lutego 2002 | Deportivo Maldonado – Central Español Montevideo 0:1 Hugo Costela 86                                                                     |
| 27 lutego 2002 | Club Nacional de Football – Montevideo Wanderers 4:1 Alejandro Lembo 16, Richard Morales 39, 74, Gustavo Varela 47 – Sebastián Eguren 32 |
| 27 lutego 2002 | Paysandú Bella Vista – Plaza Colonia 0:1 Osvaldo Carro 80                                                                                |
| 27 lutego 2002 | Progreso Montevideo – CA Bella Vista 2:2 Ulises Cabrera 40, Rodolfo López 90 – Fabián Pumar 17, Álvaro González 85                       |
| 27 lutego 2002 | Tacuarembó – Defensor Sporting 0:0 |
| 27 lutego 2002 | Villa Española Montevideo – CA Cerro 2:2 Juan Souza 65, Alain N’Kong 90 – Jorge Artigas 20, Álvaro Pintos 25                             |
| 27 lutego 2002 | Juventud Las Piedras – Fénix Montevideo 0:1 Luis Cupla 87                                                                                |
| 27 lutego 2002 | Danubio FC – River Plate Montevideo 1:0 Diego Perrone 70                                                                                 |

### Clasificatorio 6
| Data         | Mecz |
| ------------ | --- |
| 2 marca 2002 | Paysandú Bella Vista – Deportivo Maldonado 0:0                                                                                        |
| 2 marca 2002 | Montevideo Wanderers – Central Español Montevideo 4:1 Sergio Blanco 25, 45, Sebastián Eguren 76, Jorge Delgado 87 – Martín Arriola 55 |
| 2 marca 2002 | Club Nacional de Football – Defensor Sporting 2:0 Fabián Coelho 43, Gustavo Varela 90                                                 |
| 2 marca 2002 | CA Cerro – CA Peñarol 3:3 Álvaro Pintos 7, 38, Jorge Artigas 51 – José Puente 58s, Darío Rodríguez 64, Carlos Bueno 84                |
| 3 marca 2002 | Plaza Colonia – Villa Española Montevideo 2:0 Daniel Baldi 23, Mario Leguizamón 85                                                    |
| 3 marca 2002 | Tacuarembó – Fénix Montevideo 3:2 Néstor Silva 66, 69, Luis Cor 75 – Milton Cortés 37, Javier Cámpora 65                              |
| 3 marca 2002 | Progreso Montevideo – Danubio FC 0:3 Rubén Olivera 18, 78, Walt Báez 71                                                               |
| 3 marca 2002 | Racing Montevideo – River Plate Montevideo 1:1 Enrique Gonzalo Gutiérrez 31 – Everaldo Ferreira 15                                    |
| 3 marca 2002 | Juventud Las Piedras – CA Bella Vista 2:1 Víctor Martínez 44, Marcelo Paredes 50 – Álvaro González 15                                 |

### Clasificatorio 7
| Data          | Mecz |
| ------------- | --- |
| 9 marca 2002  | Paysandú Bella Vista – Club Nacional de Football 0:2 Richard Morales 55k, Horacio Peralta 90 |
| 9 marca 2002  | Plaza Colonia – Montevideo Wanderers 1:1 Diego Lugano 82 – Andrés Aparicio 13 |
| 9 marca 2002  | CA Bella Vista – CA Peñarol 1:4 Marcos Bassini 49 – Daniel Ángel Jiménez 42, 75k, Fabián Canobbio 9, 90 |
| 10 marca 2002 | Tacuarembó – Deportivo Maldonado 2:4 Gustavo Iturburu 24, Néstor Silva 71 – Luigi Rodríguez 6, 36, Ismael Espiga 15, Bruno Piano 81k                                                                           |
| 11 marca 2002 | Juventud Las Piedras – Central Español Montevideo 0:1 Marcelo Mansilla 40 mecz przeniesiony z 10 marca na 11 marca z powodu burzy na południu Urugwaju                                                         |
| 11 marca 2002 | CA Cerro – Defensor Sporting 0:5 Gonzalo Vargas 32, 70, Marcelo Tejera 60k, Danilo Turcios 80, Nathaniel Revetria 90k mecz przeniesiony z 10 marca na 11 marca z powodu burzy na południu Urugwaju             |
| 11 marca 2002 | River Plate Montevideo – Villa Española Montevideo 3:1 Fernando Cardozo 50, Brian Fuentes 66, Guillermo Almada 69 – Marcos Sum 33 mecz przeniesiony z 10 marca na 11 marca z powodu burzy na południu Urugwaju |
| 11 marca 2002 | Fénix Montevideo – Progreso Montevideo 4:0 Milton Cortés 1, Edison Suárez 34, Fabián Estoyanoff 70, 72 mecz przeniesiony z 10 marca na 11 marca z powodu burzy na południu Urugwaju                            |
| 11 marca 2002 | Danubio FC – Racing Montevideo 2:1 Rubén Olivera 11, Diego Perrone 80 – Enrique Gonzalo Gutiérrez 46 mecz przeniesiony z 10 marca na 11 marca z powodu burzy na południu Urugwaju                              |

### Clasificatorio 8
| Data          | Mecz |
| ------------- | --- |
| 15 marca 2002 | Defensor Sporting Sp. – Danubio FC 1:3 Gonzalo Vargas 49 – Omar Pouso 5, Diego Perrone 38, Fernando Cañarte 43 |
| 16 marca 2002 | CA Peñarol – River Plate Montevideo 1:1 Joseph Akongo 8 – Carlos Gutiérrez 89 |
| 17 marca 2002 | Villa Española Montevideo – Racing Montevideo 4:0 Marcelo Guerrero 33, 55, 68, Alain N’Kong 73 |
| 17 marca 2002 | Deportivo Maldonado – Montevideo Wanderers 2:0 Ismael Espiga 23, Bruno Piano 25k |
| 17 marca 2002 | Central Español Montevideo – Progreso Montevideo 2:1 Julio Mozzo 47, Hugo Costela 60 – Marcelo Espósito 79 |
| 17 marca 2002 | Tacuarembó – Club Nacional de Football 1:3 Néstor Silva 71 – Flavio Barros 15, Richard Morales 53, 57k |
| 17 marca 2002 | Plaza Colonia – CA Cerro 2:1 Daniel Baldi 52, 88 – Hernán Pintos 43 |
| 17 marca 2002 | CA Bella Vista – Fénix Montevideo 0:1 Martín Ligüera 46k |
| 20 marca 2002 | Juventud Las Piedras – Paysandú Bella Vista 5:1 Carlos Macchi 28, Paulo Medina 54, 72, Álvaro Jiménez 88, Pablo Pereira 90 – Leonardo Rodríguez 83 mecz rozegrany został w Montevideo, gdyż boisko klubu Juventud wciąż było zalane wodą po ostatniej burzy |

### Clasificatorio 9
| Data          | Mecz |
| ------------- | --- |
| 22 marca 2002 | Club Nacional de Football – Villa Española Montevideo 3:1 Richard Morales 57, Alejandro Lembo 66, Fabián Coelho 88 – Alain N’Kong 80                                    |
| 23 marca 2002 | Progreso Montevideo – CA Peñarol 2:4 Peter Borges 64, Ulises Cabrera 69k – Daniel Ángel Jiménez 1, Pablo Bengoechea 18k, Gabriel Cedrés 52, Fabián Canobbio 83          |
| 23 marca 2002 | Fénix Montevideo – Danubio FC 3:2 Germán Hornos 10, 72, Javier Cámpora 14 – Fernando Cañarte 21, Diego Perrone 58                                                       |
| 23 marca 2002 | Plaza Colonia – Defensor Sporting 0:1 Marcelo Tejera 89k |
| 24 marca 2002 | Deportivo Maldonado – Juventud Las Piedras 1:0 Ismael Espiga 37 |
| 24 marca 2002 | Central Español Montevideo – CA Cerro 2:1 Rubén Silva 30, Marcelo Durán 54 – Hernán Pintos 57                                                                           |
| 24 marca 2002 | Paysandú Bella Vista – River Plate Montevideo 4:2 Ricardo Murieda 6, Nelson Ponzo 13k, Leonardo Rodríguez 69k, Alcides Bandera 78 – Deivis Barone 15, Brian Fuentes 28k |
| 24 marca 2002 | Montevideo Wanderers – CA Bella Vista 1:2 Ronald Ramírez 34 – Egidio Arévalo Ríos 5, Eduardo Fernández 45                                                               |
| 24 marca 2002 | Tacuarembó – Racing Montevideo 2:0 Gustavo Iturburu 43, Rubén Acosta 82                                                                                                 |

### Clasificatorio 10
| Data          | Mecz |
| ------------- | --- |
| 29 marca 2002 | Deportivo Maldonado – Fénix Montevideo 2:2 Marcelo Segales 3, Martín Broli 6 – Ismael Espiga 49, Richard Pérez 59                                          |
| 30 marca 2002 | Club Nacional de Football – CA Cerro 0:1 Álvaro Pintos 74                                                                                                  |
| 30 marca 2002 | Montevideo Wanderers – Racing Montevideo 1:1 Jorge Martínez 75 – Enrique Gonzalo Gutiérrez 23                                                              |
| 31 marca 2002 | Central Español Montevideo – CA Peñarol 0:3 Fabián Canobbio 69, Pablo Bengoechea 72, Serafín García 75                                                     |
| 31 marca 2002 | Plaza Colonia – Progreso Montevideo 2:0 Osvaldo Carro 11, Gastón Linares 86                                                                                |
| 31 marca 2002 | Paysandú Bella Vista – Villa Española Montevideo 0:2 Diego Meijide 37, Marcelo Guerrero 69                                                                 |
| 31 marca 2002 | Juventud Las Piedras – Defensor Sporting 1:8 Marcelo Paredes 48 – Marcelo Tejera 15, 41, Diego Pérez 19, Eliomar Marcón 26, 64, 70k, Gonzalo Vargas 50, 69 |
| 31 marca 2002 | Tacuarembó – Danubio FC 0:2 Marcelo Sosa 13, Jorge Anchén 74                                                                                               |
| 31 marca 2002 | CA Bella Vista – River Plate Montevideo 0:2 Brian Fuentes 58, 75                                                                                           |

### Clasificatorio 11
| Data            | Mecz |
| --------------- | --- |
| 5 kwietnia 2002 | Defensor Sporting – Fénix Montevideo 2:0 Víctor Hugo Salazar 40, Leonardo Rachid 85                                                                       |
| 6 kwietnia 2002 | Danubio FC – Montevideo Wanderers 0:0 |
| 6 kwietnia 2002 | Tacuarembó – CA Peñarol 1:3 Gustavo Iturburu 1 – Fabián Canobbio 56, Pablo Bengoechea 64k, Gabriel Cedrés 90                                              |
| 7 kwietnia 2002 | Deportivo Maldonado – Villa Española Montevideo 4:1 Bruno Piano 29k, Luigi Rodríguez 30, 70, Ismael Espiga 45 – Ángel Gutiérrez 7                         |
| 7 kwietnia 2002 | River Plate Montevideo – Central Español Montevideo 2:3 Alejandro Mello 45, 72 – Marcelo Durán 33, 60, Luis Romero 64                                     |
| 7 kwietnia 2002 | Progreso Montevideo – Club Nacional de Football 2:4 Ulises Cabrera 6, Wilson Martirena 13 – Gustavo Varela 28, 51, Richard Morales 61, Julio Rodríguez 86 |
| 7 kwietnia 2002 | Juventud Las Piedras – Plaza Colonia 0:2 Diego Lugano 55, Gastón Linares 68                                                                               |
| 7 kwietnia 2002 | Paysandú Bella Vista – Racing Montevideo 2:1 Julio Merentiel 35k, Leonardo Rodríguez 94k – Martín Alzugaray 6                                             |
| 7 kwietnia 2002 | CA Bella Vista – CA Cerro 0:1 César González 80 |

### Clasificatorio 12
| Data             | Mecz |
| ---------------- | --- |
| 12 kwietnia 2002 | Deportivo Maldonado – Danubio FC 2:4 Germán Laluz 50, Bruno Piano 83k – Diego Perrone 17, 31, Rubén Olivera 25, 29                                  |
| 13 kwietnia 2002 | Racing Montevideo – Central Español Montevideo 1:3 Raúl Salazar 6 – José Carini 10, 90, Pedro González 67                                           |
| 13 kwietnia 2002 | Plaza Colonia – CA Peñarol 2:0 Mario Leguizamón 9, 72                                                                                               |
| 14 kwietnia 2002 | CA Bella Vista – Club Nacional de Football 3:1 Marcos Bassini 30, 38, Álvaro González 50 – Andrés Scotti 33                                         |
| 14 kwietnia 2002 | Paysandú Bella Vista – Progreso Montevideo 1:0 Juan Bicca 14                                                                                        |
| 14 kwietnia 2002 | Defensor Sporting – Montevideo Wanderers 3:1 Danilo Turcios 60, Eliomar Marcón 71, Gonzalo Vargas 74 – Jorge Martínez 89k                           |
| 14 kwietnia 2002 | Juventud Las Piedras – Villa Española Montevideo 0:1 Alain N’Kong 37                                                                                |
| 14 kwietnia 2002 | Tacuarembó – CA Cerro 0:0 |
| 14 kwietnia 2002 | River Plate Montevideo – Fénix Montevideo 1:5 Alejandro Mello 78 – Andrée González 7, Martín Ligüera 45, 80, Fabián Estoyanoff 65, Germán Hornos 67 |

### Clasificatorio 13
| Data             | Mecz |
| ---------------- | --- |
| 20 kwietnia 2002 | Fénix Montevideo – Club Nacional de Football 1:1 Marcelo Segalés 83 – Daniel Fonseca 2                                       |
| 20 kwietnia 2002 | Paysandú Bella Vista – CA Peñarol 1:2 Ricardo Murieda 68 – Gabriel Cedrés 27, Pablo Bengoechea 72                            |
| 20 kwietnia 2002 | Juventud Las Piedras – Montevideo Wanderers 1:2 Pedro Renato 34 – Sergio Blanco 51, Jorge Martínez 59                        |
| 21 kwietnia 2002 | Deportivo Maldonado – CA Bella Vista 0:2 Álvaro González 42k, 90                                                             |
| 21 kwietnia 2002 | Defensor Sporting Sp. – Central Español Montevideo 2:2 Gonzalo Vargas 42, Eliomar Marcón 54 – José Carini 23, Rubén Silva 46 |
| 21 kwietnia 2002 | Plaza Colonia – Racing Montevideo 2:0 Mario Leguizamón 87, Daniel Baldi 90                                                   |
| 21 kwietnia 2002 | Danubio FC – Villa Española Montevideo 2:2 Ignacio Risso 71k, 81 – Alain N’Kong 51, Marcelo Guerrero 58                      |
| 21 kwietnia 2002 | Progreso Montevideo – CA Cerro 1:1 Juan Rottondo 68 – José Puente 11                                                         |
| 21 kwietnia 2002 | Tacuarembó – River Plate Montevideo 3:1 Víctor Dutra 27, Amaranto Abascal 28, Néstor Silva 87 – Gonzalo Lemes 6              |

### Clasificatorio 14
| Data             | Mecz |
| ---------------- | --- |
| 26 kwietnia 2002 | Central Español Montevideo – Danubio FC 2:1 Luis Romero 36, Marcelo Durán 88 – Rubén Olivera 80                                                 |
| 27 kwietnia 2002 | Montevideo Wanderers – Progreso Montevideo 2:2 Sebastián Eguren 72, José Herrera 90 – Ulises Cabrera 23, Juan Rottondo 47                       |
| 27 kwietnia 2002 | CA Peñarol – Defensor Sporting 2:1 Carlos Bueno 34, Pablo Bengoechea 75k – Miguel Mesones 92                                                    |
| 28 kwietnia 2002 | Deportivo Maldonado – Racing Montevideo 4:0 Andrés Vilar 77, Ismael Espiga 83, 85, 90                                                           |
| 28 kwietnia 2002 | Club Nacional de Football – River Plate Montevideo 4:3 Damián Rodríguez 27, Daniel Fonseca 38, Flavio Barros 46, 65 – Alejandro Mello 4, 74, 75 |
| 28 kwietnia 2002 | Plaza Colonia – Fénix Montevideo 0:3 Martín Ligüera 75, Milton Cortés 80, 90                                                                    |
| 28 kwietnia 2002 | Paysandú Bella Vista – Tacuarembó 1:0 Juan Carlos Reyes 28                                                                                      |
| 28 kwietnia 2002 | Villa Española Montevideo – CA Bella Vista 3:2 Ángel Gutiérrez 16, 58, Marcelo Guerrero 32 – Álvaro González 4, 55                              |
| 28 kwietnia 2002 | Juventud Las Piedras – CA Cerro 1:1 Marcelo de Armas 80 – Fabián López 90                                                                       |

### Clasificatorio 15
| Data        | Mecz |
| ----------- | --- |
| 3 maja 2002 | Defensor Sporting – CA Bella Vista 1:1 Eliomar Marcón 27, Maximiliano Castro 50                                                                                        |
| 4 maja 2002 | Juventud Las Piedras – CA Peñarol 2:5 Pablo Medina 77, Enrique Ferraro 84 – Daniel Ángel Jiménez 30, Fabián Canobbio 40, 65, Martín Adrián García 78, Joseph Akongo 92 |
| 5 maja 2002 | Deportivo Maldonado – River Plate Montevideo 4:0 Germán Laluz 23, Richard Pérez 50, Celestino Tejera 68, Ignacio Borjas 78                                             |
| 5 maja 2002 | Tacuarembó – Central Español Montevideo 1:1 Luis Cor 21 – José Carini 74                                                                                               |
| 5 maja 2002 | Club Nacional de Football – Racing Montevideo 0:1 Rodrigo López 87 |
| 5 maja 2002 | Plaza Colonia – Danubio FC 5:2 Mario Leguizamón 9, 83k, Gastón Linares 23, Juan Pablo Stagno 65, Daniel Baldi 86 – Ignacio Risso 62, Rubén da Silva 72                 |
| 5 maja 2002 | Paysandú Bella Vista – CA Cerro 0:2 Germán Pérez 40, Álvaro Pintos 65                                                                                                  |
| 5 maja 2002 | Fénix Montevideo – Montevideo Wanderers 2:4 Martín Ligüera 10, Germán Hornos 55 – Jorge Martínez 60, Gabriel Alcoba 75, Jorge Delgado 80, 90                           |
| 5 maja 2002 | Villa Española Montevideo – Progreso Montevideo 4:2 Marcos Sum 15, 75, Alain N’Kong 18, Ángel Gutiérrez 63 – Juan Rottondo 8k, Peter Borges 47                         |

### Clasificatorio 16
| Data         | Mecz |
| ------------ | --- |
| 10 maja 2002 | Central Español Montevideo – Fénix Montevideo 3:3 Gustavo Badell 63, 77, José Carini 64 – Germán Hornos 16, Marcelo Segalés 18, Fabián Estoyanoff 68             |
| 11 maja 2002 | Deportivo Maldonado – CA Peñarol 2:2 Richard Pérez 37, Ismael Espiga 64 – Carlos Bueno 33, 89                                                                    |
| 11 maja 2002 | Paysandú Bella Vista – CA Bella Vista 2:1 Juan Carlos Reyes 10, Alcides Bandera 93 – Álvaro González 90                                                          |
| 11 maja 2002 | CA Cerro – Montevideo Wanderers 0:1 Jorge Delgado 39 |
| 11 maja 2002 | Progreso Montevideo – Defensor Sporting 1:2 Juan Rottondo 79 – Sebastián Taborda 57, Elvis Turcios 85                                                            |
| 11 maja 2002 | Tacuarembó – Villa Española Montevideo 2:0 Luis Cor 35, Gustavo Iturburu 41k                                                                                     |
| 11 maja 2002 | Juventud Las Piedras – Racing Montevideo 2:2 Enrique Ferraro 10, Pedro Renato 90k – Nelson Olveira 58, Rodrigo López 75                                          |
| 12 maja 2002 | Danubio FC – Club Nacional de Football 6:3 Ignacio Risso 7, 85, Diego Perrone 17, 70, 87, Bruno Silva 20 – Andrés Scotti 24k, Flavio Barros 33, Fabián Coelho 89 |
| 12 maja 2002 | Plaza Colonia – River Plate Montevideo 0:1 Matías Cresseri 78k                                                                                                   |

### Clasificatorio 17
| Data         | Mecz |
| ------------ | --- |
| 17 maja 2002 | Deportivo Maldonado – CA Cerro 0:1 Jorge Artigas 72 |
| 19 maja 2002 | Villa Española Montevideo – Central Español Montevideo 4:1 Alain N’Kong 22, Marcos Sum 46k, Diego Meijide 69, Alejandro Umpiérrez 85 – Luis Romero 19k |
| 19 maja 2002 | Club Nacional de Football – CA Peñarol 1:1 Horacio Peralta 72 – Carlos Bueno 35                                                                        |
| 19 maja 2002 | Plaza Colonia – CA Bella Vista 3:1 Mario Leguizamón 19, 84, Mariano Bogliacino 77 – Diego Emanuelle 5                                                  |
| 19 maja 2002 | Paysandú Bella Vista – Fénix Montevideo 2:5 Juan Carlos Reyes 45k, Leonardo Rodríguez 72 – Milton Cortés 3, 44, Diego Díaz 4, Javier Cámpora 23, 79    |
| 19 maja 2002 | Tacuarembó – Montevideo Wanderers 0:1 Jorge Delgado 3                                                                                                  |
| 19 maja 2002 | River Plate Montevideo – Defensor Sporting 1:0 Diego Varela 85                                                                                         |
| 19 maja 2002 | Juventud Las Piedras – Danubio FC 0:3 Ignacio Risso 1, Diego Perrone 10, 61                                                                            |
| 19 maja 2002 | Racing Montevideo – Progreso Montevideo 3:2 Rodrigo López 69, 87, Diego Saint-Pastourz 79 – Juan Rotondo 33, Peter Borges 58                           |

### Torneo Clasificatorio 2002 – podsumowanie
Biorące w turnieju udział kluby podzielone zostały na trzy grupy – dwie (grupy A i B) z klubami z Montevideo i jedną (grupa C) z klubami z prowincji. Z każdej grupy do turnieju Apertura i Clausura kwalifikowały się dwie najlepsze drużyny. System ten gwarantował klubom z prowincji co najmniej dwa miejsca w rozgrywkach decydujących o tytule mistrza Urugwaju.
| Poz | Klub                      | Mecze | Zw | Rem | Por | Pkt | BrZd | BrStr |
| --- | ------------------------- | ----- | -- | --- | --- | --- | ---- | ----- |
| 1   | Club Nacional de Football | 17    | 10 | 2   | 5   | 32  | 40   | 24    |
| 2   | Fénix Montevideo          | 17    | 9  | 5   | 3   | 32  | 40   | 26    |
| 3   | Danubio FC                | 17    | 10 | 2   | 5   | 32  | 37   | 24    |
| 4   | Villa Española Montevideo | 17    | 6  | 4   | 7   | 22  | 27   | 29    |
| 5   | River Plate Montevideo    | 17    | 6  | 3   | 8   | 21  | 29   | 34    |
| 6   | CA Bella Vista            | 17    | 4  | 4   | 9   | 16  | 23   | 30    |
| 7   | Progreso Montevideo       | 17    | 0  | 5   | 12  | 5   | 17   | 41    |

| Poz | Klub                       | Mecze | Zw | Rem | Por | Pkt | BrZd | BrStr |
| --- | -------------------------- | ----- | -- | --- | --- | --- | ---- | ----- |
| 1   | CA Peñarol                 | 17    | 10 | 6   | 1   | 36  | 41   | 22    |
| 2   | Defensor Sporting          | 17    | 9  | 4   | 4   | 31  | 32   | 16    |
| 3   | Central Español Montevideo | 17    | 9  | 4   | 4   | 31  | 28   | 30    |
| 4   | Montevideo Wanderers       | 17    | 7  | 4   | 6   | 25  | 24   | 26    |
| 5   | CA Cerro                   | 17    | 4  | 6   | 7   | 18  | 20   | 27    |
| 6   | Racing Montevideo          | 17    | 4  | 4   | 9   | 16  | 19   | 33    |

| Poz | Klub                 | Mecze | Zw | Rem | Por | Pkt | BrZd | BrStr |
| --- | -------------------- | ----- | -- | --- | --- | --- | ---- | ----- |
| 1   | Plaza Colonia        | 17    | 10 | 2   | 5   | 32  | 25   | 16    |
| 2   | Deportivo Maldonado  | 17    | 7  | 3   | 7   | 24  | 31   | 22    |
| 3   | Tacuarembó           | 17    | 5  | 6   | 6   | 21  | 18   | 20    |
| 4   | Paysandú Bella Vista | 17    | 6  | 1   | 10  | 19  | 17   | 29    |
| 5   | Juventud Las Piedras | 17    | 3  | 3   | 11  | 12  | 19   | 38    |

Z trzech powyższych grup zakwalifikowało się 6 klubów. Pozostałe 4 kluby które zakwalifikowały się do turniejów Apertura i Clausura były najlepszymi z pozostałych w tabeli łącznej. To razem dawało 10 uczestników decydujących gier o tytuł mistrza kraju. Pozostałe 8 klubów wzięło udział w turnieju Permanencia, który decydował o utrzymaniu się w pierwszej lidze bądź spadku do drugiej ligi.

Tabela łączna
| Poz | Klub                       | Mecze | Zw | Rem | Por | Pkt | BrZd | BrStr |
| --- | -------------------------- | ----- | -- | --- | --- | --- | ---- | ----- |
| 1   | CA Peñarol                 | 17    | 10 | 6   | 1   | 36  | 41   | 22    |
| 2   | Club Nacional de Football  | 17    | 10 | 2   | 5   | 32  | 40   | 24    |
| 3   | Fénix Montevideo           | 17    | 9  | 5   | 3   | 32  | 40   | 26    |
| 4   | Danubio FC                 | 17    | 10 | 2   | 5   | 32  | 37   | 24    |
| 5   | Plaza Colonia              | 17    | 10 | 2   | 5   | 32  | 25   | 16    |
| 6   | Defensor Sporting          | 17    | 9  | 4   | 4   | 31  | 32   | 16    |
| 7   | Central Español Montevideo | 17    | 9  | 4   | 4   | 31  | 28   | 30    |
| 8   | Montevideo Wanderers       | 17    | 7  | 4   | 6   | 25  | 24   | 26    |
| 9   | Deportivo Maldonado        | 17    | 7  | 3   | 7   | 24  | 31   | 22    |
| 10  | Villa Española Montevideo  | 17    | 6  | 4   | 7   | 22  | 27   | 29    |
| 11  | Tacuarembó                 | 17    | 5  | 6   | 6   | 21  | 18   | 20    |
| 12  | River Plate Montevideo     | 17    | 6  | 3   | 8   | 21  | 29   | 34    |
| 13  | Paysandú Bella Vista       | 17    | 6  | 1   | 10  | 19  | 17   | 29    |
| 14  | CA Cerro                   | 17    | 4  | 6   | 7   | 18  | 20   | 27    |
| 15  | CA Bella Vista             | 17    | 4  | 4   | 9   | 16  | 23   | 30    |
| 16  | Racing Montevideo          | 17    | 4  | 4   | 9   | 16  | 19   | 33    |
| 17  | Juventud Las Piedras       | 17    | 3  | 3   | 11  | 12  | 19   | 38    |
| 18  | Progreso Montevideo        | 17    | 0  | 5   | 12  | 5   | 17   | 41    |

CA Peñarol jako klub, który zajął pierwsze miejsce w tabeli łącznej, został zwycięzcą turnieju Clasificatorio i jako drugi zespół z Urugwaju uzyskał prawo udziału w Copa Libertadores 2003.

### Klasyfikacja strzelców bramek
| Gole | Piłkarz                   | Klub                      |
| ---- | ------------------------- | ------------------------- |
| 13   | Álvaro (Bola) González    | CA Bella Vista            |
| 12   | Richard (Chengue) Morales | Club Nacional de Football |
| 12   | Diego Perrone             | Danubio FC                |
| 11   | Ismael Espiga             | Deportivo Maldonado       |
| 11   | Alejandro Mello           | River Plate Montevideo    |
| 10   | Rodrigo (Yaya) López      | Racing Montevideo         |
| 10   | Gonzalo Vargas            | Defensor Sporting         |
| 9    | Daniel (Miliki) Jiménez   | CA Peñarol                |

## Torneo Apertura 2002

### Apertura 1
| Data          | Mecz |
| ------------- | --- |
| 12 lipca 2002 | Defensor Sporting – Danubio FC 2:1 Mario Barilko 61, Eliomar Marcón 63 – Pablo Lima 51                             |
| 13 lipca 2002 | Deportivo Maldonado – CA Peñarol 3:2 Fernando Olivera 33, Ismael Espiga 44, 93 – Daniel Ángel Jiménez 52, 82       |
| 14 lipca 2002 | Central Español Montevideo – Club Nacional de Football 1:3 Luis Romero 70 – Pierre Webó 42, 68, Richard Morales 88 |
| 14 lipca 2002 | Villa Española Montevideo – Montevideo Wanderers 0:1 Sebastián Eguren 4                                            |
| 14 lipca 2002 | Plaza Colonia – Fénix Montevideo 0:1 Germán Hornos 66                                                              |

### Apertura 2
| Data          | Mecz |
| ------------- | --- |
| 20 lipca 2002 | Club Nacional de Football – Danubio FC 4:1 Richard Morales 23, 35, 49, Pierre Webó 72 – Rubén Olivera 87k                                                            |
| 21 lipca 2002 | CA Peñarol – Defensor Sporting 3:2 Marcelo de Souza 79, Daniel Ángel Jiménez 81, 87 – Gonzalo Vargas 19, Eliomar Marcón 46                                           |
| 21 lipca 2002 | Fénix Montevideo – Villa Española Montevideo 4:2 Marcelo Segalés 1, Edison Suárez 10, Germán Hornos 40, Martín Ligüera 47 – Ángel Gutiérrez 81, Marcelo Guerrero 90k |
| 21 lipca 2002 | Montevideo Wanderers – Central Español Montevideo 2:1 Ronald Ramírez 23k, Claudio Dadómo 71 – Luis Romero 31                                                         |
| 21 lipca 2002 | Plaza Colonia – Deportivo Maldonado 1:2 Mario Leguizamón 60k – Richard Pérez 46+, Luigi Rodríguez 58                                                                 |

### Apertura 3
| Data          | Mecz |
| ------------- | --- |
| 26 lipca 2002 | Defensor Sporting – Montevideo Wanderers 0:1 Sergio Blanco 64                                               |
| 27 lipca 2002 | CA Peñarol – Fénix Montevideo 2:1 Daniel Ángel Jiménez 90, Carlos Bueno 97 – Marcelo Segalés 40             |
| 28 lipca 2002 | Club Nacional de Football – Plaza Colonia 2:0 Richard Morales 42k, 90                                       |
| 28 lipca 2002 | Danubio FC – Villa Española Montevideo 4:1 Diego Perrone 1, Juan Olivera 42, 46, 60 – Daniel Hernández 70   |
| 28 lipca 2002 | Deportivo Maldonado – Central Español Montevideo 2:1 Bruno Piano 70k, Ismael Espiga 92 – Christian Morán 47 |

### Apertura 4
| Data            | Mecz |
| --------------- | --- |
| 3 sierpnia 2002 | Villa Española Montevideo – Club Nacional de Football 1:1 Marcelo Cardozo 15 – Pierre Webó 61                        |
| 3 sierpnia 2002 | Central Español Montevideo – Plaza Colonia 1:1 Marcelo Mansilla 73 – Daniel Baldi 75                                 |
| 4 sierpnia 2002 | Montevideo Wanderers – CA Peñarol 1:3 Claudio Dadómo 78 – Pablo Bengoechea 26, 62, Fabián Estoyanoff 69              |
| 4 sierpnia 2002 | Fénix Montevideo – Defensor Sporting 3:1 Juan Curbelo 19, Martín Ligüera 70, Germán Hornos 81 – Sebastián Taborda 17 |
| 4 sierpnia 2002 | Danubio FC – Deportivo Maldonado 0:0                                                                                 |

### Apertura 5
| Data             | Mecz |
| ---------------- | --- |
| 31 lipca 2002    | Club Nacional de Football – Fénix Montevideo 2:0 Richard Morales 7, 34                                                               |
| 9 sierpnia 2002  | Villa Española Montevideo – Deportivo Maldonado 0:1 Juan Perdigón 58s                                                                |
| 10 sierpnia 2002 | Plaza Colonia – CA Peñarol 1:3 Mariano Bogliacino 62 – Fabián Canobbio 20, 48, Daniel Ángel Jiménez 82                               |
| 11 sierpnia 2002 | Montevideo Wanderers – Danubio FC 1:1 Julio César Ramírez 64 – Marcelo Sosa 48                                                       |
| 11 sierpnia 2002 | Central Español Montevideo – Defensor Sporting 4:1 Christian Morán 19, Omar Mario Pérez 64k, 80k, José Carini 75 – Danilo Turcios 36 |

### Apertura 6
| Data             | Mecz |
| ---------------- | --- |
| 17 sierpnia 2002 | Deportivo Maldonado – Fénix Montevideo 0:7 Martín Ligüera 8, 22, Javier Cámpora 11, 83, Germán Hornos 18, 35, 85 |
| 18 sierpnia 2002 | CA Peñarol – Villa Española Montevideo 4:0 Daniel Ángel Jiménez 2, 56, Fabián Canobbio 57, Pablo Bengoechea 82k  |
| 18 sierpnia 2002 | Danubio FC – Central Español Montevideo 1:0 Omar Pouso 55                                                        |
| 18 sierpnia 2002 | Defensor Sporting – Plaza Colonia 1:0 Eliomar Marcón 86                                                          |
| 21 sierpnia 2002 | Club Nacional de Football – Montevideo Wanderers 1:0 Julio Rodríguez 13                                          |

### Apertura 7
| Data             | Mecz |
| ---------------- | --- |
| 24 sierpnia 2002 | CA Peñarol – Central Español Montevideo 5:1 Pablo Bengoechea 9k, Daniel Ángel Jiménez 38, 91, Nicolás Rotundo 42, Fabián Canobbio 76 – Marcelo Durán 56 |
| 24 sierpnia 2002 | Fénix Montevideo – Montevideo Wanderers 1:0 Martín Ligüera 46                                                                                           |
| 24 sierpnia 2002 | Plaza Colonia – Danubio FC 2:0 Mariano Bogliaccino 7, Mario Leguizamón 43                                                                               |
| 25 sierpnia 2002 | Villa Española Montevideo – Defensor Sporting 1:2 Juan Souza 84 – Eliomar Marcón 61, Gonzalo Vargas 69                                                  |
| 25 sierpnia 2002 | Club Nacional de Football – Deportivo Maldonado 2:1 Cassiano Méndes 32, Richard Morales 90k – Richard Pérez 9                                           |

### Apertura 8
| Data             | Mecz |
| ---------------- | --- |
| 30 sierpnia 2002 | Defensor Sporting – Deportivo Maldonado 4:1 Mario Barilko 42, 47, Gonzalo Vargas 66, Eliomar Marcón 79 – Bruno Piano 32k                               |
| 31 sierpnia 2002 | Central Español Montevideo – Villa Española Montevideo 3:2 José Carini 33, Omar Mario Pérez 52, Marcelo Durán 61 – Marcos Sum 63k, Marcelo Ferreira 85 |
| 31 sierpnia 2002 | Fénix Montevideo – Danubio FC 1:3 Martín Ligüera 60k – Claudio Biaggio 13, 45, Omar Pouso 48                                                           |
| 1 września 2002  | CA Peñarol – Club Nacional de Football 0:2 Oscar Morales 16, Horacio Peralta 90                                                                        |
| 1 września 2002  | Montevideo Wanderers – Plaza Colonia 2:2 Claudio Dadómo 33k, Jorge Martínez 68 – Osvaldo Carro 46, Mario Leguizamón 90                                 |

### Apertura 9
| Data            | Mecz |
| --------------- | --- |
| 6 września 2002 | Deportivo Maldonado – Montevideo Wanderers 0:0                                                                                                   |
| 7 września 2002 | Plaza Colonia – Villa Española Montevideo 3:1 Daniel Baldi 10, Mario Leguizamón 47, Fabián Morán 94 – Santiago Varela 89                         |
| 7 września 2002 | Defensor Sporting – Club Nacional de Football 2:3 Carlos Valdés 21s, Pablo Munhoz 78 – Cassiano Méndes 7, Julio Rodríguez 11, Horacio Peralta 65 |
| 8 września 2002 | Danubio FC – CA Peñarol 1:3 Ignacio González 33 – Pablo Gaglianone 39, Fabián Canobbio 40, Marcelo de Souza 71                                   |
| 8 września 2002 | Central Español Montevideo – Fénix Montevideo 1:4 José Carini 61 – Javier Cámpora 7, Martín Ligüera 22, 87, Germán Hornos 89                     |

### Tabela końcowa Apertura 2002
| Poz | Klub                       | Mecze | Zw | Rem | Por | Pkt | BrZd | BrStr |
| --- | -------------------------- | ----- | -- | --- | --- | --- | ---- | ----- |
| 1   | Club Nacional de Football  | 9     | 8  | 1   | 0   | 25  | 20   | 6     |
| 2   | CA Peñarol                 | 9     | 7  | 0   | 2   | 21  | 25   | 12    |
| 3   | Fénix Montevideo           | 9     | 6  | 0   | 3   | 18  | 22   | 11    |
| 4   | Deportivo Maldonado        | 9     | 4  | 2   | 3   | 14  | 10   | 17    |
| 5   | Montevideo Wanderers       | 9     | 3  | 3   | 3   | 12  | 8    | 9     |
| 6   | Defensor Sporting          | 9     | 4  | 0   | 5   | 12  | 15   | 17    |
| 7   | Danubio FC                 | 9     | 3  | 2   | 4   | 11  | 12   | 14    |
| 8   | Plaza Colonia              | 9     | 2  | 2   | 5   | 8   | 10   | 13    |
| 9   | Central Español Montevideo | 9     | 2  | 1   | 6   | 7   | 13   | 21    |
| 10  | Villa Española Montevideo  | 9     | 0  | 1   | 8   | 1   | 8    | 23    |

## Torneo Clausura 2002

### Clausura 1
| Data             | Mecz |
| ---------------- | --- |
| 27 września 2002 | Club Nacional de Football – Central Español Montevideo 2:2 Horacio Peralta 33, Gustavo Munúa 49 – Omar Mario Pérez 17, Marcelo Durán 74 |
| 28 września 2002 | Danubio FC – Defensor Sporting 1:1 Ignacio González 89 – Gonzalo Vargas 66                                                              |
| 29 września 2002 | CA Peñarol – Deportivo Maldonado 2:1 Gabriel Cedrés 36, Pablo Bengoechea 70 – Claudio Elías 61                                          |
| 29 września 2002 | Montevideo Wanderers – Villa Española Montevideo 1:1 Julio de Souza 19 – Mathías Riquero 38k                                            |
| 29 września 2002 | Fénix Montevideo – Plaza Colonia 1:0 Germán Hornos 50                                                                                   |

### Clausura 2
| Data                | Mecz |
| ------------------- | --- |
| 5 października 2002 | Deportivo Maldonado – Plaza Colonia 0:2 Diego Lugano 16, Daniel Baldi 64                                                                          |
| 5 października 2002 | Defensor Sporting – CA Peñarol 2:3 Gonzalo Vargas 75, 76 – Fabián Canobbio 52, Daniel Ángel Jiménez 71k, Carlos Bueno 77                          |
| 6 października 2002 | Villa Española Montevideo – Fénix Montevideo 3:3 Ángel Gutiérrez 64, Daniel Hernández 73, 89 – Germán Hornos 16, Diego Díaz 19, Martín Ligüera 38 |
| 6 października 2002 | Danubio FC – Club Nacional de Football 3:1 Diego Perrone 15, Marcelo Sosa 35, Rubén da Silva 90 – Cassiano Méndes 26                              |
| 6 października 2002 | Central Español Montevideo – Montevideo Wanderers 0:1 Sergio Blanco 50 mecz przerwany w 66 minucie z powodu deszczu dokończony 8 października     |
| 8 października 2002 | Central Español Montevideo – Montevideo Wanderers 0:1 dokończono brakujące 24 minuty z 6 października                                             |

### Clausura 3
| Data                 | Mecz |
| -------------------- | --- |
| 11 października 2002 | Villa Española Montevideo – Danubio FC 0:2 Marcelo Sosa 68, Omar Pouso 90                                                      |
| 12 października 2002 | Plaza Colonia – Club Nacional de Football 1:2 Andrés Scotti 51s – Cassiano Méndes 39, Richard Morales 86k                      |
| 13 października 2002 | Central Español Montevideo – Deportivo Maldonado 0:1 Bruno Piano 15k                                                           |
| 13 października 2002 | Montevideo Wanderers – Defensor Sporting 1:2 Julio de Souza 65 – Eliomar Marcón 15, Marcelo Tejera 72                          |
| 13 października 2002 | Fénix Montevideo – CA Peñarol 2:3 Marcelo Segales 63, Mario Carballo 70 – Fabián Canobbio 18, Joe Bizera 31, Gabriel Cedrés 50 |

### Clausura 4
| Data                 | Mecz |
| -------------------- | --- |
| 19 października 2002 | Club Nacional de Football – Villa Española Montevideo 5:0 Pierre Webó 15, 21, 51, 86, Cassiano Méndes 28               |
| 19 października 2002 | Deportivo Maldonado – Danubio FC 1:3 Ismael Espiga 15 – Ignacio González 25, Claudio Elías 43s, Juan Manuel Olivera 63 |
| 19 października 2002 | Defensor Sporting Sp. – Fénix Montevideo 2:3 Eliomar Marcón 45, Marcelo Tejera 71 – Germán Hornos 3, 54, 74            |
| 20 października 2002 | Plaza Colonia – Central Español Montevideo 2:1 Mario Leguizamón 26, Oscar Torlacoff 86k – Diego Lugano 62s             |
| 20 października 2002 | CA Peñarol – Montevideo Wanderers 2:2 Luiz Nunes 8, Pablo Bengoechea 21 – Claudio Dadómo 68, Ronald Ramírez 90         |

### Clausura 5
| Data                 | Mecz |
| -------------------- | --- |
| 25 października 2002 | Defensor Sporting – Central Español Montevideo 2:0 Gonzalo Vargas 47, Eliomar Marcón 49                                                               |
| 26 października 2002 | CA Peñarol – Plaza Colonia 3:4 Carlos Bueno 25, Fabián Estoyanoff 77, Marcelo de Souza 85 – Daniel Baldi 6, 79, Mario Leguizamón 48, Osvaldo Carro 87 |
| 26 października 2002 | Deportivo Maldonado – Villa Española Montevideo 2:3 Luigi Rodríguez 13, Ismael Espiga 83 – Daniel Hernández 50, 90, Michel Tatap 62                   |
| 27 października 2002 | Danubio FC – Montevideo Wanderers 1:0 Claudio Biaggio 54                                                                                              |
| 27 października 2002 | Fénix Montevideo – Club Nacional de Football 3:3 Germán Hornos 14, 60, Marcelo Segales 25 – Richard Morales 29, Pierre Webó 34, 56                    |

### Clausura 6
| Data             | Mecz |
| ---------------- | --- |
| 1 listopada 2002 | Fénix Montevideo – Deportivo Maldonado 5:0 Germán Hornos 10, 49, 79, Javier Cámpora 36, Milton Cortés 82              |
| 2 listopada 2002 | Montevideo Wanderers – Club Nacional de Football 0:1 Horacio Peralta 44                                               |
| 2 listopada 2002 | Central Español Montevideo – Danubio FC 0:2 Marcelo Sosa 18, Juan Manuel Olivera 23                                   |
| 3 listopada 2002 | Villa Española Montevideo – CA Peñarol 1:3 Robert Cañete 12 – Fabián Canobbio 35, Fabián Estoyanoff 61, 64            |
| 3 listopada 2002 | Plaza Colonia – Defensor Sporting 2:2 Eduardo Espinel 43, Oscar Torlacoff 71 – Germán Domínguez 34s, Mario Barilko 45 |

### Clausura 7
| Data              | Mecz |
| ----------------- | --- |
| 22 września 2002  | CA Peñarol – Central Español Montevideo 2:1 Carlos Bueno 5, Joe Bizera 29 – Luis Jonne 33                          |
| 9 listopada 2002  | Danubio FC – Plaza Colonia 1:0 Marcelo Sosa 45+3k                                                                  |
| 9 listopada 2002  | Deportivo Maldonado – Club Nacional de Football 1:4 Luigi Rodríguez 37 – Pierre Webó 7, 34, 59, Cassiano Méndes 44 |
| 10 listopada 2002 | Montevideo Wanderers – Fénix Montevideo 1:2 Sergio Blanco 9 – Germán Hornos 28k, Martín Ligüera 67                 |
| 10 listopada 2002 | Defensor Sporting – Villa Española Montevideo 1:1 Gonzalo Vargas 82 – Daniel Hernández 80                          |

### Clausura 8
| Data              | Mecz |
| ----------------- | --- |
| 23 listopada 2002 | Central Español Montevideo – Villa Española Montevideo 1:1 Marcelo Mansilla 66 – Juan Perdigón 26                                           |
| 24 listopada 2002 | Deportivo Maldonado – Defensor Sporting 1:2 Bruno Piano 83k – Gonzalo Vargas 62, Sebastián Taborda 85                                       |
| 24 listopada 2002 | Plaza Colonia – Montevideo Wanderers 2:2 Oscar Torlacoff 60, Diego Lugano 69 – Claudio Dadómo 23, Sergio Blanco 78                          |
| 24 listopada 2002 | Danubio FC – Fénix Montevideo 2:2 Claudio Biaggio 14, 55 – Martín Ligüera 10, 53                                                            |
| 24 listopada 2002 | Club Nacional de Football – CA Peñarol 2:4 Horacio Peralta 24k, 78k – Pablo Bengoechea 7, 52, Fabián Estoyanoff 25, Daniel Ángel Jiménez 65 |

### Clausura 9
| Data              | Mecz |
| ----------------- | --- |
| 30 listopada 2002 | Club Nacional de Football – Defensor Sporting 0:2 Gonzalo Vargas 9, Mario Barilko 89                                                                            |
| 1 grudnia 2002    | Montevideo Wanderers – Deportivo Maldonado 0:1 Celestino Tejera 81                                                                                              |
| 1 grudnia 2002    | Villa Española Montevideo – Plaza Colonia 0:3 Mariano Bogliaccino 16, 86, Fabián Morán 88                                                                       |
| 1 grudnia 2002    | CA Peñarol – Danubio FC 3:1 Fabián Estoyanoff 22, Darwin Quintana 52s, Pablo Bengoechea 82k – Juan Manuel Olivera 80                                            |
| 1 grudnia 2002    | Fénix Montevideo – Central Español Montevideo 3:4 Juan Curbelo 52, Germán Hornos 62, 92 – Julio Mozzo 14, Marcelo Mansilla 47, José Améndola 83, José Carini 90 |

### Tabela końcowa Clausura 2002
| Poz | Klub                       | Mecze | Zw | Rem | Por | Pkt | BrZd | BrStr |
| --- | -------------------------- | ----- | -- | --- | --- | --- | ---- | ----- |
| 1   | Danubio FC                 | 9     | 6  | 2   | 1   | 20  | 16   | 8     |
| 2   | CA Peñarol                 | 9     | 7  | 1   | 1   | 19* | 25   | 16    |
| 3   | Fénix Montevideo           | 9     | 4  | 3   | 2   | 15  | 24   | 18    |
| 4   | Defensor Sporting          | 9     | 4  | 3   | 2   | 15  | 16   | 12    |
| 5   | Club Nacional de Football  | 9     | 4  | 2   | 3   | 14  | 20   | 16    |
| 6   | Plaza Colonia              | 9     | 4  | 2   | 3   | 14  | 16   | 12    |
| 7   | Villa Española Montevideo  | 9     | 1  | 4   | 4   | 7   | 10   | 21    |
| 8   | Montevideo Wanderers       | 9     | 1  | 3   | 5   | 6   | 8    | 12    |
| 9   | Deportivo Maldonado        | 9     | 2  | 0   | 7   | 6   | 8    | 21    |
| 10  | Central Español Montevideo | 9     | 1  | 2   | 6   | 5   | 9    | 16    |

CA Peñarol – 3 punkty odjęte za zajścia podczas meczu z klubem Danubio FC w turnieju Clausura w sezonie 2001.

## Campeonato Uruguay 2002
O mistrzostwo kraju mogli ubiegać się w sezonie 2002 zwycięzca turnieju Apertura (Club Nacional de Football) i zwycięzca turnieju Clausura (Danubio FC).
| Mecze o mistrzostwo Urugwaju |
| --- |
| Danubio FC – Club Nacional de Football 1:2 i 1:2 |
| Danubio FC – Club Nacional de Football 1:2 (0:0) 4 grudnia 2002 Montevideo Estadio Jardines del Hipódromo Widzów: 10 000 Sędzia: Martín Vázquez (Fernando Cresci, Álvaro Sacarello) Bramki: 1:0 Claudio Biaggio 48, 1:1 Marco Vanzini 51, 1:2 Horacio Peralta 90 Żółte kartki: Gustavo Méndez 1, Claudio Biaggio 18, Daniel Leites 26, Omar Pouso 42, Máximo Lucas 55, Gustavo Munúa 65, Pablo Lima 69. Danubio FC: Ignacio Bordad – Jadson Viera, Máximo Lucas, Walt Báez – Jorge Anchén (Diego Rariz 88), Marcelo Sosa, Omar Pouso, Rubén da Silva (Ignacio González 61), Pablo Lima – Diego Perrone, Claudio Biaggio (Juan Manuel Olivera 79). Trener: Jorge Fossati. Rezerwowi: Joaquín Hernández (bramkarz), Darwin Quintana, Cristian Callejas, Bruno Silva. Club Nacional de Football: Gustavo Munúa – Martín Del Campo, Andrés Scotti, Alejandro Lembo, Daniel Leites; Gustavo Méndez, Marco Vanzini (Carlos Camejo 88), Oscar Morales, Cassiano Méndes (Julio Rodríguez 60) – Pierre Webó (Horacio Peralta 68), Richard Morales. Trener: Daniel Carreño. Rezerwowi: Leonardo Romay (bramkarz), Fernando Machado, Fabián Coelho, Alvaro Méndez. |
| Club Nacional de Football – Danubio FC 2:1 (1:0) 8 grudnia 2002 Montevideo Estadio Centenario Widzów: 60 000 Sędzia: Gustavo Méndez (Marcelo Gadea, Mauricio Espinosa) Bramki: 1:0 Andrés Scotti 16, 1:1 Diego Perrone 63, 2:1 Richard Morales 88 Czerwone kartki: Máximo Lucas, 90 Club Nacional de Football: Gustavo Munúa – Martín Del Campo, Andrés Scotti, Alejandro Lembo, Daniel Leites (Carlos Camejo 64) – Gustavo Méndez, Marco Vanzini, Oscar Morales, Cassiano Méndes (Julio Rodríguez 73) – Pierre Webó (Horacio Peralta 59), Richard Morales. Trener Daniel Carreño. Rezerwowi: Leonardo Romay (bramkarz), Alejandro Curbelo, Fernando Machado, Fabián Coelho. Danubio FC: Ignacio Bordad – Jadson Viera, Máximo Lucas, Walt Báez, Jorge Anchén, Pablo Lima (Fernando Cañarte 67), Marcelo Sosa, Omar Pouso, Ignacio González (Rubén da Silva 46) – Diego Perrone, Claudio Biaggio (Juan Manuel Olivera 6). Trener: Jorge Fossati. Rezerwowi: Joaquín Hernández (bramkarz), Bruno Silva, Darwin Quintana, Diego Raríz. |

Mistrzem Urugwaju został klub Club Nacional de Football, natomiast Danubio FC został wicemistrzem Urugwaju.

## Tabela całoroczna 2002
Sumaryczny dorobek klubów w turniejach Clasificatorio, Apertura i Clausura.
| Poz | Klub                       | Mecze | Zw | Rem | Por | Pkt | BrZd | BrStr |
| --- | -------------------------- | ----- | -- | --- | --- | --- | ---- | ----- |
| 1   | CA Peñarol                 | 35    | 24 | 7   | 4   | 76  | 91   | 50    |
| 2   | Club Nacional de Football  | 35    | 22 | 5   | 8   | 71  | 80   | 46    |
| 3   | Fénix Montevideo           | 35    | 20 | 7   | 8   | 65  | 86   | 55    |
| 4   | Danubio FC                 | 35    | 18 | 7   | 10  | 63  | 65   | 46    |
| 5   | Defensor Sporting          | 35    | 17 | 7   | 11  | 58  | 63   | 45    |
| 6   | Plaza Colonia              | 35    | 16 | 6   | 13  | 54  | 51   | 41    |
| 7   | Deportivo Maldonado        | 35    | 13 | 5   | 17  | 44  | 49   | 60    |
| 8   | Montevideo Wanderers       | 35    | 11 | 10  | 14  | 43  | 40   | 47    |
| 9   | Central Español Montevideo | 35    | 12 | 7   | 16  | 43  | 50   | 67    |
| 10  | Villa Española Montevideo  | 35    | 7  | 9   | 19  | 30  | 45   | 73    |

### Klasyfikacja strzelców bramek
| Gole | Piłkarz       | Klub             |
| ---- | ------------- | ---------------- |
| 25   | Germán Hornos | Fénix Montevideo |

## Liguilla Pre-Libertadores

### Kolejka 1
| Data            | Mecz |
| --------------- | --- |
| 12 grudnia 2002 | Fénix Montevideo – Danubio FC 5:2 Martín Ligüera 29, Diego Díaz 46, Javier Cámpora 57, Germán Hornos 68, Adrián Malvárez 75 – Diego Perrone 15, 70 |
| 12 grudnia 2002 | Defensor Sporting – Plaza Colonia 0:0 |

### Kolejka 2
| Data            | Mecz                                                                                       |
| --------------- | ------------------------------------------------------------------------------------------ |
| 15 grudnia 2002 | Plaza Colonia – Fénix Montevideo 0:2 Germán Hornos 62, 91                                  |
| 15 grudnia 2002 | Danubio FC – Defensor Sporting 1:2 Diego Perrone 26 – Gonzalo Vargas 36, Eliomar Marcón 78 |

### Kolejka 3
| Data            | Mecz |
| --------------- | --- |
| 19 grudnia 2002 | Fénix Montevideo – Defensor Sporting 3:1 Juan Curbelo 63, Martín Ligüera 86k, 92 – Sebastián Taborda 27 |
| 19 grudnia 2002 | Danubio FC – Plaza Colonia 2:1 Juan Manuel Olivera 15, Miguel Lapolla 66 – Eduardo Espinell 90          |

### Tabela końcowa Liguilla Pre-Libertadores
| Poz | Klub              | Mecze | Zw | Rem | Por | Pkt | BrZd | BrStr |
| --- | ----------------- | ----- | -- | --- | --- | --- | ---- | ----- |
| 1   | Fénix Montevideo  | 3     | 3  | 0   | 0   | 9   | 10   | 3     |
| 2   | Defensor Sporting | 3     | 1  | 1   | 1   | 4   | 3    | 4     |
| 3   | Danubio FC        | 3     | 1  | 0   | 2   | 3   | 5    | 8     |
| 4   | Plaza Colonia     | 3     | 0  | 1   | 2   | 1   | 1    | 4     |

Fénix Montevideo zakwalifikował się do Copa Libertadores 2003 jako trzeci klub urugwajski, razem ze zwycięzcą turnieju Clasificatorio CA Peñarol i mistrzem Urugwaju Club Nacional de Football.

## Torneo Permanencia 2002

### Permanencia 1
| Data          | Mecz                                                            |
| ------------- | --------------------------------------------------------------- |
| 13 lipca 2002 | Paysandú Bella Vista – CA Bella Vista 0:1 Diego Emanuelle 84    |
| 14 lipca 2002 | Tacuarembó – CA Cerro 2:0 Víctor Píriz 9, Luis Cor 12           |
| 14 lipca 2002 | River Plate Montevideo – Racing Montevideo 0:1 Raúl Salazar 6   |
| 14 lipca 2002 | Juventud Las Piedras – Progreso Montevideo 0:1 Juan Rottondo 68 |

### Permanencia 2
| Data          | Mecz                                                                                            |
| ------------- | ----------------------------------------------------------------------------------------------- |
| 19 lipca 2002 | CA Cerro – Paysandú Bella Vista 3:0 Jorge Artigas 45, Álvaro Pintos 59, César González 80       |
| 20 lipca 2002 | Tacuarembó – Progreso Montevideo 2:0 Víctor Píriz 9, 35                                         |
| 21 lipca 2002 | Juventud Las Piedras – River Plate Montevideo 0:1 Alejandro Mello 65                            |
| 21 lipca 2002 | Racing Montevideo – CA Bella Vista 2:2 Raúl Salazar 26, Juan Ortiz 90 – Diego Emanuelle 12, 71k |

### Permanencia 3
| Data          | Mecz |
| ------------- | --- |
| 27 lipca 2002 | Juventud Las Piedras – Tacuarembó 1:0 Enrique Ferraro 40                                                             |
| 28 lipca 2002 | Progreso Montevideo – CA Cerro 1:0 Wilson Martirena 72                                                               |
| 28 lipca 2002 | Paysandú Bella Vista – Racing Montevideo 1:1 Diego Ruiz Díaz 61 – Matías Favano 16                                   |
| 28 lipca 2002 | CA Bella Vista – River Plate Montevideo 1:3 Damián Macaluso 21 – Carlos Aguiar 5, Oscar Ledesma 56, Gonzalo Lemes 95 |

### Permanencia 4
| Data          | Mecz |
| ------------- | --- |
| 28 lipca 2002 | Racing Montevideo – Tacuarembó 0:1 Sergio Bica 79                                                                                             |
| 28 lipca 2002 | Progreso Montevideo – CA Bella Vista 1:3 Juan Rottondo 11 – Henry López Báez 29, Gustavo Díaz 74k, Peter Vera 89                              |
| 28 lipca 2002 | CA Cerro – Juventud Las Piedras 4:2 Álvaro Pintos 15, Marcelo Refresquini 27, Jorge Artigas 78k, 84 – Nathaniel Revetria 43, Darío Larrosa 64 |
| 28 lipca 2002 | River Plate Montevideo – Paysandú Bella Vista 1:0 Alejandro Mello 93                                                                          |

### Permanencia 5
| Data             | Mecz |
| ---------------- | --- |
| 10 sierpnia 2002 | Juventud Las Piedras – Racing Montevideo 4:2 Juan Carlos Parra 22, Enrique Ferraro 45, Pedro Renato 79, Paulo Medina 90 – Juan Pablo Rodríguez Conde 9, Raúl Salazar 35 |
| 11 sierpnia 2002 | Tacuarembó – River Plate Montevideo 1:3 Sergio Bica 60 – Alejandro Mello 29, Carlos Aguiar 50, Oscar Ledesma 78                                                         |
| 11 sierpnia 2002 | CA Bella Vista – CA Cerro 2:0 Marcos Bassini 6, Egidio Arévalo Ríos 83                                                                                                  |
| 11 sierpnia 2002 | Paysandú Bella Vista – Progreso Montevideo 3:0 Nicolás di Santo 72, Alcides Bandera 81k, Julio Merentiel 88                                                             |

### Permanencia 6
| Data             | Mecz                                                                                               |
| ---------------- | -------------------------------------------------------------------------------------------------- |
| 17 sierpnia 2002 | CA Cerro – Racing Montevideo 1:1 Jorge Artigas 40 – Juan Pablo Rodríguez Conde 85                  |
| 18 sierpnia 2002 | Paysandú Bella Vista – Tacuarembó 1:2 Ricardo Murieda 55 – Luis Cor 65k, Ricardo Dutra 69          |
| 18 sierpnia 2002 | CA Bella Vista – Juventud Las Piedras 1:2 Andrés Martínez 23 – Enrique Ferraro 37, Paulo Medina 90 |
| 18 sierpnia 2002 | River Plate Montevideo – Progreso Montevideo 1:1 Alejandro Mello 47 – Guillermo Castillo 16        |

### Permanencia 7
| Data             | Mecz                                                                                        |
| ---------------- | ------------------------------------------------------------------------------------------- |
| 18 sierpnia 2002 | Juventud Las Piedras – Paysandú Bella Vista 1:1 Paulo Medina 80 – Ricardo Bandera 85k       |
| 18 sierpnia 2002 | Racing Montevideo – Progreso Montevideo 1:1 Juan Pablo Rodríguez Conde 35 – Peter Borges 39 |
| 18 sierpnia 2002 | Tacuarembó – CA Bella Vista 1:1 Sebastián García 84 – Diego Emanuelle 65                    |
| 18 sierpnia 2002 | CA Cerro – River Plate Montevideo 3:0 Marcelo Refresquini 16, Álvaro Pintos 25, 33          |

### Permanencia 8
| Data             | Mecz                                                                                                  |
| ---------------- | --- |
| 14 września 2002 | CA Cerro – Tacuarembó 3:1 Álvaro Pintos 10, 47, 55 – Luis Cor 80k                                     |
| 15 września 2002 | Racing Montevideo – River Plate Montevideo 3:0 Héctor Rodríguez 16, Juan Pablo Rodríguez Conde 26, 88 |
| 15 września 2002 | CA Bella Vista – Paysandú Bella Vista 1:0 Luisao 22                                                   |
| 15 września 2002 | Progreso Montevideo – Juventud Las Piedras 1:0 Rodolfo López 55                                       |

### Permanencia 9
| Data             | Mecz                                                                                          |
| ---------------- | --------------------------------------------------------------------------------------------- |
| 21 września 2002 | River Plate Montevideo – Juventud Las Piedras 1:1 Richard Porta 89 – Darío Larrosa 34         |
| 22 września 2002 | Progreso Montevideo – Tacuarembó 3:0 Rodolfo López 5, Ulises Cabrera 12k, 91                  |
| 22 września 2002 | Paysandú Bella Vista – CA Cerro 0:3 Marcelo Refresquini 3, Álvaro Pintos 57, Jorge Artigas 81 |
| 22 września 2002 | CA Bella Vista – Racing Montevideo 0:0                                                        |

### Permanencia 10
| Data             | Mecz |
| ---------------- | --- |
| 28 września 2002 | Tacuarembó – Juventud Las Piedras 1:1 Luis Cor 21k – Mario Piñeiro 78                                       |
| 29 września 2002 | Progreso Montevideo – CA Cerro 1:1 Ulises Cabrera 9 – Jorge Artigas 52                                      |
| 29 września 2002 | Racing Montevideo – Paysandú Bella Vista 3:0 Marcelo Ramos 20, Juan Pablo Rodríguez Conde 64, Juan Ortiz 69 |
| 29 września 2002 | River Plate Montevideo – CA Bella Vista 1:2 Gonzalo Lemes 45+3 – Gustavo Díaz 26k, Andrés Martínez 67       |

### Permanencia 11
| Data                | Mecz |
| ------------------- | --- |
| 6 października 2002 | Tacuarembó – Racing Montevideo 2:1 Sebastián García 6, Luis Cor 90k – Marcelo Paredes 57                                               |
| 6 października 2002 | CA Bella Vista – Progreso Montevideo 1:3 Diego Emanuelle 24k – Rodolfo López 38, Juan Rottondo 42, Pablo Berrutti 80s                  |
| 6 października 2002 | Paysandú Bella Vista – River Plate Montevideo 1:3 Leonardo Rodríguez 47+ – Giancarlo Maldonado 44, Alejandro Mello 57, Carlos Diogo 79 |
| 6 października 2002 | Juventud Las Piedras – CA Cerro 1:1 Nathaniel Revetria 9 – Álvaro Pintos 45                                                            |

### Permanencia 12
| Data                 | Mecz |
| -------------------- | --- |
| 13 października 2002 | Racing Montevideo – Juventud Las Piedras 2:2 Juan Pablo Rodríguez Conde 19, Héctor Rodríguez 25 – Juan Carlos Parra 5, Nathaniel Revetria 35 |
| 13 października 2002 | CA Cerro – CA Bella Vista 1:1 Damián Macaluso 35s – Henry López Báez 46                                                                      |
| 13 października 2002 | River Plate Montevideo – Tacuarembó 0:0 |
| 13 października 2002 | Progreso Montevideo – Paysandú Bella Vista 2:0 Ulises Cabrera 70, Rodolfo López 81                                                           |

### Permanencia 13
| Data                 | Mecz |
| -------------------- | --- |
| 20 października 2002 | Racing Montevideo – CA Cerro 1:1 Enrique Gutiérrez 30 – Jorge Artigas 90                                                       |
| 20 października 2002 | Juventud Las Piedras – CA Bella Vista 2:1 Nathaniel Revetria 21, Elbio Tolosa 58 – Egidio Arévalo Ríos 45                      |
| 20 października 2002 | Progreso Montevideo – River Plate Montevideo 0:4 Alejandro Mello 43, Giancarlo Maldonado 72, Carlos Diogo 77, Oscar Ledesma 88 |
| 20 października 2002 | Tacuarembó – Paysandú Bella Vista 2:1 Sebastián García 10, Rubén Acosta 85 – Nicolás di Santo 2                                |

### Permanencia 14
| Data                 | Mecz |
| -------------------- | --- |
| 27 października 2002 | Progreso Montevideo – Racing Montevideo 2:1 Irineo Alvariza 23, Diego Pintos 88 – Enrique Gutiérrez 5             |
| 27 października 2002 | CA Bella Vista – Tacuarembó 1:0 Henry López Báez 72                                                               |
| 27 października 2002 | River Plate Montevideo – CA Cerro 0:2 Jorge Artigas 28k, Álvaro Becerra 79                                        |
| 27 października 2002 | Paysandú Bella Vista – Juventud Las Piedras 3:1 Ricardo Murieda 39, Paolo Patritti 58, 68 – Nathaniel Revetria 82 |

### Torneo Permanencia 2002 – podsumowanie
W tabelach wzięto pod uwagę zarówno wyniki z turnieju Clasificatorio jak i z turnieju Permanencia.
Kluby z Montevideo
| Poz | Klub                   | Mecze | Zw | Rem | Por | Pkt | BrZd | BrStr |
| --- | ---------------------- | ----- | -- | --- | --- | --- | ---- | ----- |
| 1   | River Plate Montevideo | 31    | 12 | 6   | 13  | 42  | 47   | 50    |
| 2   | CA Cerro               | 31    | 10 | 11  | 10  | 41  | 43   | 40    |
| 3   | CA Bella Vista         | 31    | 10 | 8   | 13  | 38  | 41   | 46    |
| 4   | Racing Montevideo      | 31    | 7  | 11  | 13  | 32  | 38   | 50    |
| 5   | Progreso Montevideo    | 31    | 7  | 8   | 16  | 29  | 34   | 58    |

Kluby z prowincji
| Poz | Klub                 | Mecze | Zw | Rem | Por | Pkt | BrZd | BrStr |
| --- | -------------------- | ----- | -- | --- | --- | --- | ---- | ----- |
| 1   | Tacuarembó           | 31    | 11 | 9   | 11  | 42  | 33   | 36    |
| 2   | Juventud Las Piedras | 31    | 7  | 8   | 16  | 29  | 37   | 58    |
| 3   | Paysandú Bella Vista | 31    | 8  | 3   | 20  | 27  | 28   | 53    |

Do drugiej ligi spadły trzy kluby: Racing Montevideo, Progreso Montevideo i Paysandú Bella Vista.

## Najlepsi strzelcy całego sezonu
Razem turnieje Clasificatorio, Apertura, Clausura i Permanencia.
| Gole | Cl | ACP | Piłkarz              | Klub                         |
| ---- | -- | --- | -------------------- | ---------------------------- |
| 25   | 5  | 20  | Germán Hornos        | Fénix Montevideo             |
| 23   | 12 | 11  | Richard Morales      | Club Nacional de Football    |
| 21   | 9  | 12  | Daniel Ángel Jiménez | CA Peñarol                   |
| 19   | 7  | 12  | Martín Ligüera       | Fénix Montevideo             |
| 19   | 10 | 9   | Gonzalo Vargas       | Defensor Sporting            |
| 17   | 11 | 6   | Alejandro Mello      | River Plate Montevideo       |
| 16   | 7  | 9   | Fabián Canobbio      | CA Peñarol                   |
| 16   | 11 | 5   | Ismael Espiga        | Deportivo Maldonado          |
| 16   | 7  | 9   | Eliomar Marcón       | Defensor Sporting            |
| 16   | 6  | 10  | Álvaro Pintos        | CA Cerro                     |
| 15   | 6  | 9   | Pablo Bengoechea     | CA Peñarol                   |
| 15   | 12 | 3   | Diego Perrone        | Danubio FC                   |
| 14   | 8  | 6   | Mario Leguizamón     | Plaza Colonia                |
| 13   | 13 | -   | Álvaro González      | CA Bella Vista / UNAM Meksyk |
| 13   | -  | 13  | Pierre Webó          | Club Nacional de Football    |

- Cl – Clasificatorio
- ACP – Apertura i Clausura lub Permanencia